# کو سو یونگ
کو سو یونگ (کره‌ای: 고소영؛ زادهٔ ۶ اکتبر ۱۹۷۲) بازیگر و مدل اهل کره جنوبی است.